# Hystiopsis flavipes
Hystiopsis flavipes es una especie de insecto coleóptero de la familia Chrysomelidae.
Fue descrita científicamente en 1966 por Blake.